# Ileana Silai
Ileana Silai (* 14. Oktober 1941 in Kolozsvár, Königreich Ungarn als Ileana Gergely; † 27. Juni 2025) war eine rumänische Leichtathletin.
Bei den Olympischen Spielen 1968 in Mexiko-Stadt gewann die Mittelstreckenläuferin die Silbermedaille im 800-Meter-Lauf hinter der US-Amerikanerin Madeline Manning und vor der Niederländerin Maria Gommers. Über dieselbe Distanz wurde sie Fünfte bei den Europameisterschaften in Athen und gewann jeweils Silber bei den Halleneuropameisterschaften 1971 und 1972.
Bei den Olympischen Spielen 1972 in München wurde sie über 800 m Sechste, und bei den Olympischen Spielen 1976 in Montreal erreichte sie über 800 m das Halbfinale aus und schied über 1500 m im Vorlauf aus.
1978 wurde sie Halleneuropameisterin über 1500 m. Bei den Balkanspielen 1979 wurde sie positiv auf anabole Steroide getestet. Die resultierende Sperre wegen dieses Verstoßes gegen die Dopingbestimmungen wurde von 18 auf acht Monate reduziert, so dass sie bei den Olympischen Spielen 1980 in Moskau starten konnte. Dort wurde sie über 1500 m Achte.

## Persönliche Bestzeiten
- 800 m: 1:57,39 min, 28. August 1977, Bukarest
- 1000 m: 2:36,3 min, 7. Juli 1977, Poiana Brașov
- 1500 m: 3:58,57 min, 16. Juni 1979, Bukarest
  - Halle: 4:05,4 min, 14. März 1978, Mailand